# Hermandad del Calvario (Córdoba)
La Real, Ilustre, Piadosa y Secular Hermandad de Penitencia y Cofradía de Nazarenos de la Vía Sacra de Nuestro Padre Jesús del Calvario, Nuestra Señora del Mayor Dolor y San Lorenzo Mártir es una cofradía de culto católico de la ciudad de Córdoba. Tiene su sede canónica en la Real Iglesia de San Lorenzo Mártir. Fue fundada en 1722. Realiza su Estación de Penitencia en la tarde-noche del Miércoles Santo.

## Escudo

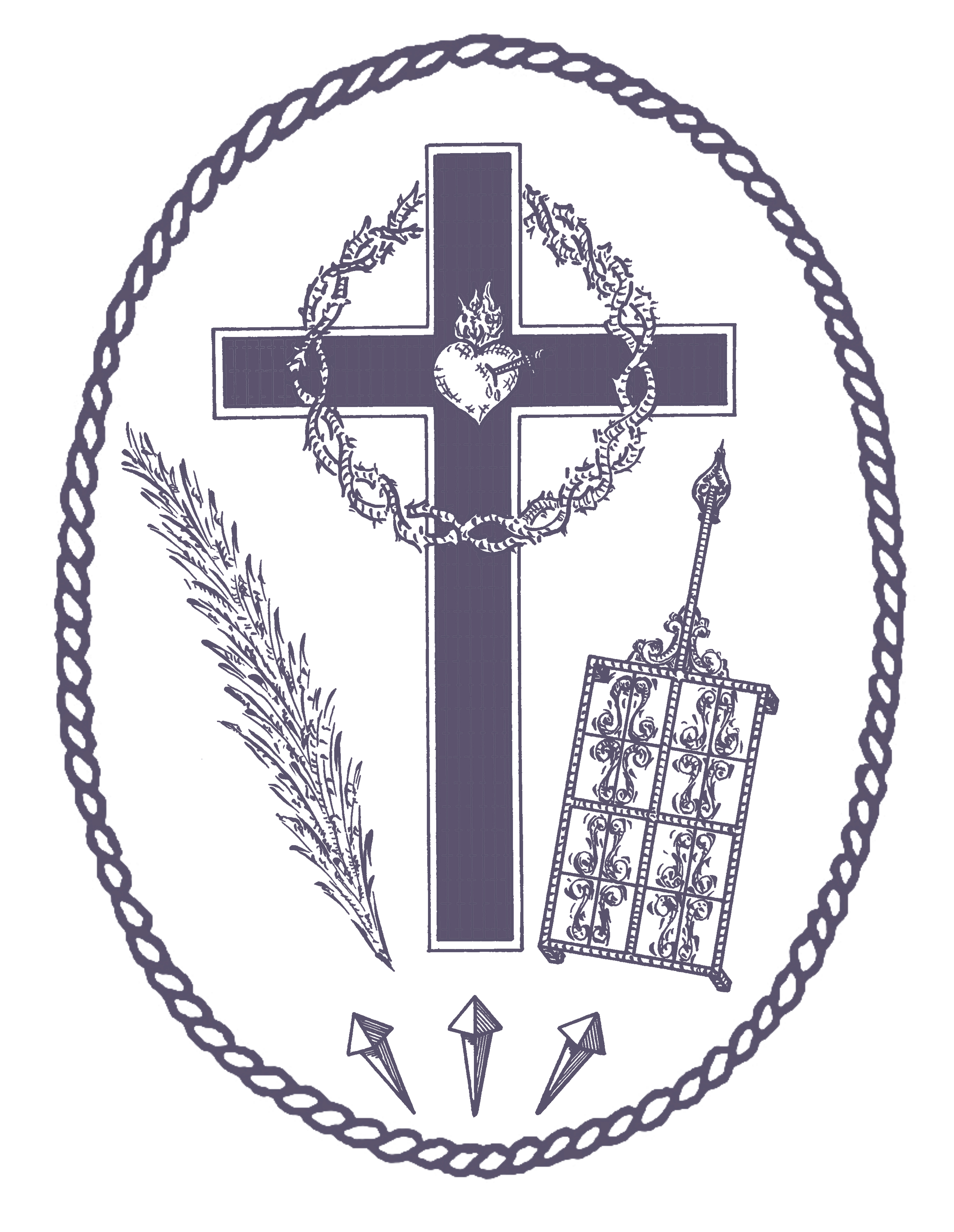
Escudo de la Hermandad.

El escudo de la Hermandad está compuesto por los siguientes elementos:
Una cruz mural, símbolo del cristianismo y representativa de la Pasión de Cristo, y en el centro de la misma una corona de espinas, dentro de la cual figura un corazón en llamas atravesado por un puñal, representando el Mayor Dolor de Ntra. Señora; a los pies de la cruz, se sitúan los clavos como signo igualmente pasionista y a los lados de la misma se encuentran la parrilla y la palma del martirio, alegóricos de San Lorenzo, Cotitular de la Hermandad. Todo ello queda enmarcado y encerrado en un óvalo eclesiástico de cordón trenzado.

## Historia
- 1722.

- 20 de julio. El obispo Marcelino Siuri aprueba las constituciones fundacionales de la Santa Hermandad de la Sagrada Pasión y Vía Sacra de Nuestro Señor Jesucristo, título primitivo de la Hermandad.
- 25 de agosto. Se celebra la primera Vía Sacra al Calvario existente en el Campo del Marrubial, situado a extramuros de la ciudad y próximo a la Puerta de Plasencia.
- 9 de octubre. Santiago Repiso es nombrado como primer Hermano Mayor.
- 18 de octubre. Se celebra el primer Cabildo Canónico de la Hermandad.

- 1723. Se encarga una efigie de Jesús Nazareno al fraile trinitario Fray Juan de la Concepción.
- 1724.

- 9 de abril. El obispo Marcelino Siuri bendice en el Palacio Episcopal la imagen de Jesús del Calvario.
- Se producen disputas entre el rector de la Iglesia de San Lorenzo y la Hermandad por la inclusión de la imagen de Jesús del Calvario en el Vía Crucis, lo cual era considerado una procesión.

- 1725. El obispo da la razón al párroco y la Hermandad tiene que claudicar su primera regla. Se efectúa el Vía Crucis una sola vez al año.

- 1732. Comienza un período de decadencia en la vida de la Hermandad, cuya actividad quedó reducida únicamente a la celebración de la procesión anual y de los dos Cabildos preceptivos.

- 1741. Se adquiere nuevo esplendor durante los años de mandato de Juan de Orgaz y Recio y tras la entrada de Pedro Díaz Polo en la rectoría de San Lorenzo.

- 1765. Se produce un pleito contra la Hermandad del Santísimo Sacramento por la colocación de Jesús Preso en el lugar donde se ubicaba Jesús del Calvario.

- 1768. Se construye el retablo de estilo barroco en la capilla de San Roque por el tallista Juan Murillo.

- 1785. Se concluye el dorado del retablo por el dorador Francisco Cobaleda.
- 1808. La ocupación francesa de Córdoba por las tropas napoleónicas provocó un gran saqueo en la Iglesia de San Lorenzo, causando numerosos destrozos en la Hermandad.
- 1820. El tradicional Vía Crucis quedó interrumpido con la promulgación por el obispo Pedro Antonio de Trevilla del reglamento que redujo los desfiles procesionales a la procesión oficial del Santo Entierro del Viernes Santo.

- 1859. La amplia nómina de industriales panaderos que figuran entre los hermanos contribuyen a conocer a la Hermandad con el sobrenombre de “Los Panaderos”.

- 1873. Comienza un período de letargo que quedó limitado, por tradición y costumbre, a la participación de Jesús del Calvario en la procesión oficial del Santo Entierro y a la celebración de sus cultos anuales.
- 1918.

- José Morales Torres, feligrés del barrio de San Lorenzo, reorganiza la Hermandad con el apoyo del párroco Salvador Roldán Requena bajo la denominación de Nuestro Padre Jesús del Calvario.
- La imagen de Jesús del Calvario se reincorpora a la procesión del Santo Entierro del Viernes Santo.

- 1919. Se incorpora en la procesión una dolorosa de las monjas hospitalarias de Jesús Nazareno (actual María Santísima Nazarena de Córdoba).

- 1920. Se acuerda que la Hermandad se titule de Nuestro Padre Jesús del Calvario y Nuestra Señora del Mayor Dolor.
- 1924. Se incorpora al paso de Jesús del Calvario la figura de un Cirineo realizada en los talleres Casadevall de Olot.
- 1925. Cinco équites romanos perfectamente ataviados dan escolta a Jesús del Calvario en su salida procesional.
- 1927. Se aprueban los nuevos estatutos de la Hermandad y se protagoniza una etapa de auge durante el mandato de Juan de Austria y Carrión.
- 1932. La situación política del país reduce las celebraciones religiosas al interior de los templos y no se celebran desfiles procesionales en Córdoba.
- 1935. La imagen de Jesús del Calvario vuelve a procesionar en Semana Santa, conformando un único cortejo procesional el Viernes Santo que partió de la Plaza de la República (Tendillas) hasta la Catedral.
- 1936. Tras la victoria del Frente Popular en las elecciones generales de 1936, el clima social resultó poco propicio para la celebración de los desfiles procesionales.

- 1937. La Hermandad reanuda su actividad y actos de culto, así como la procesión del Miércoles Santo.

- 1938. Juan Martínez Cerrillo entra en la Junta de Gobierno y confecciona un palio en tisú de plata, encaje de oro y terciopelo verde para la imagen de Nuestra Señora del Mayor Dolor y Esperanza. También realiza la talla de una Verónica para el paso de Jesús del Calvario.

- 1940. Por desavenencias de la Junta de Gobierno con las monjas deja de procesionar la dolorosa del convento-hospital de Jesús Nazareno, que fue sustituida por la que talla y regala Juan Martínez Cerrillo con el título de Nuestra Señora del Mayor Dolor y Esperanza (actual Virgen de las Lágrimas de Jaén).

- 1945. Se bendice la imagen de Nuestra Señora del Mayor Dolor, obra de Antonio Castillo Ariza y Francisco Díaz Jiménez, que sustituye a la dolorosa de Martínez Cerrillo.
- 1949.

- El director general de Prisiones del Ministerio de Justicia acepta el cargo de Hermano Mayor Honorario y traslada el nombramiento al Director de la Prisión de Córdoba que se hallaba en la feligresía de San Lorenzo.
- Se encarga al escultor Amadeo Ruiz Olmos la restauración de la imagen de Jesús del Calvario.

- 1950. Se estrenan unas andas de madera tallada hasta el suelo para el paso de Nuestra Señora del Mayor Dolor realizadas por los presos de la Prisión de Córdoba.

- 1958. Deja de procesionar la imagen de Nuestra Señora del Mayor Dolor en solitario y acompaña a la de Jesús del Calvario en su paso procesional.

- 1961. Se estrena un nuevo paso para Jesús del Calvario realizado por Juan Martínez Cerrillo, quien incluyó en su decoración ornatos de guadamecí.

- 1972. Tras un período de declive, se nombra Hermano Mayor a Fernando Romero y se inicia un período de acercamiento a la juventud de la Hermandad. Vuelve a incorporarse al paso de Jesús del Calvario la imagen de Nuestra Señora del Mayor Dolor.
- 1980. Con la elección de José María Gutiérrez como Hermano Mayor, la juventud irrumpe en la Hermandad con nuevas ideas de modernización y adaptación de la corporación a los nuevos tiempos.
- 1981. Tras 25 años sin procesionar, la imagen de Nuestra Señora del Mayor Dolor se incorpora de nuevo a la Semana Santa en un nuevo paso de palio. A causa de la lluvia sólo pudo llegar hasta San Andrés.
- 1985. Se encarga en los talleres de Guzmán Bejarano de Sevilla un nuevo paso de estilo barroco para Jesús del Calvario. 1987. Se incluye a San Lorenzo Mártir como titular de la Hermandad.
- 1990. Se nombra camarera de honor a María del Rosario Cayetana Fitz-James Stuart y Silva.
- 1992. Se concluye el dorado del paso de Jesús del Calvario por Manuel Calvo Camacho.
- 1994. Se comienza la renovación de la orfebrería del paso de palio en plata de ley y se estrenan los varales obra de los Hermanos Delgado.
- 1995. Se celebra el cincuenta aniversario de Nuestra Señora del Mayor Dolor y se produce un fatídico incendio en el altar de cultos que afectó a la imagen, por lo que tuvo que ser restaurada por el imaginero Miguel Ángel González Jurado.
- 2006. La Hermandad se ve obligada a trasladarse a la Iglesia del Juramento de San Rafael a causa de las obras de restauración en San Lorenzo. En los dos años siguientes se trasladaría en Vía Crucis hasta la Iglesia Conventual de San Pablo para realizar su salida el Miércoles Santo, realizándose Estación de Penitencia a la Catedral.
- 2009. Se regresa a la Iglesia de San Lorenzo tras su reapertura.
- 2022. Se celebra Año Jubilar con motivo del tricentésimo aniversario fundacional de la Hermandad y Nuestro Padre Jesús del Calvario preside el Vía Crucis Penitencial de las Hermandades y Cofradías.
- 2024. Se celebra el tricentésimo aniversario de la bendición de Nuestro Padre Jesús del Calvario. Se realiza un Vía Crucis a la Catedral, un besapiés en la Capilla de la Concepción, misa pontifical presidida por el obispo Demetrio Fernández y procesión triunfal de regreso a la Iglesia de San Lorenzo.

## Sagrados Titulares

### Nuestro Padre Jesús del Calvario

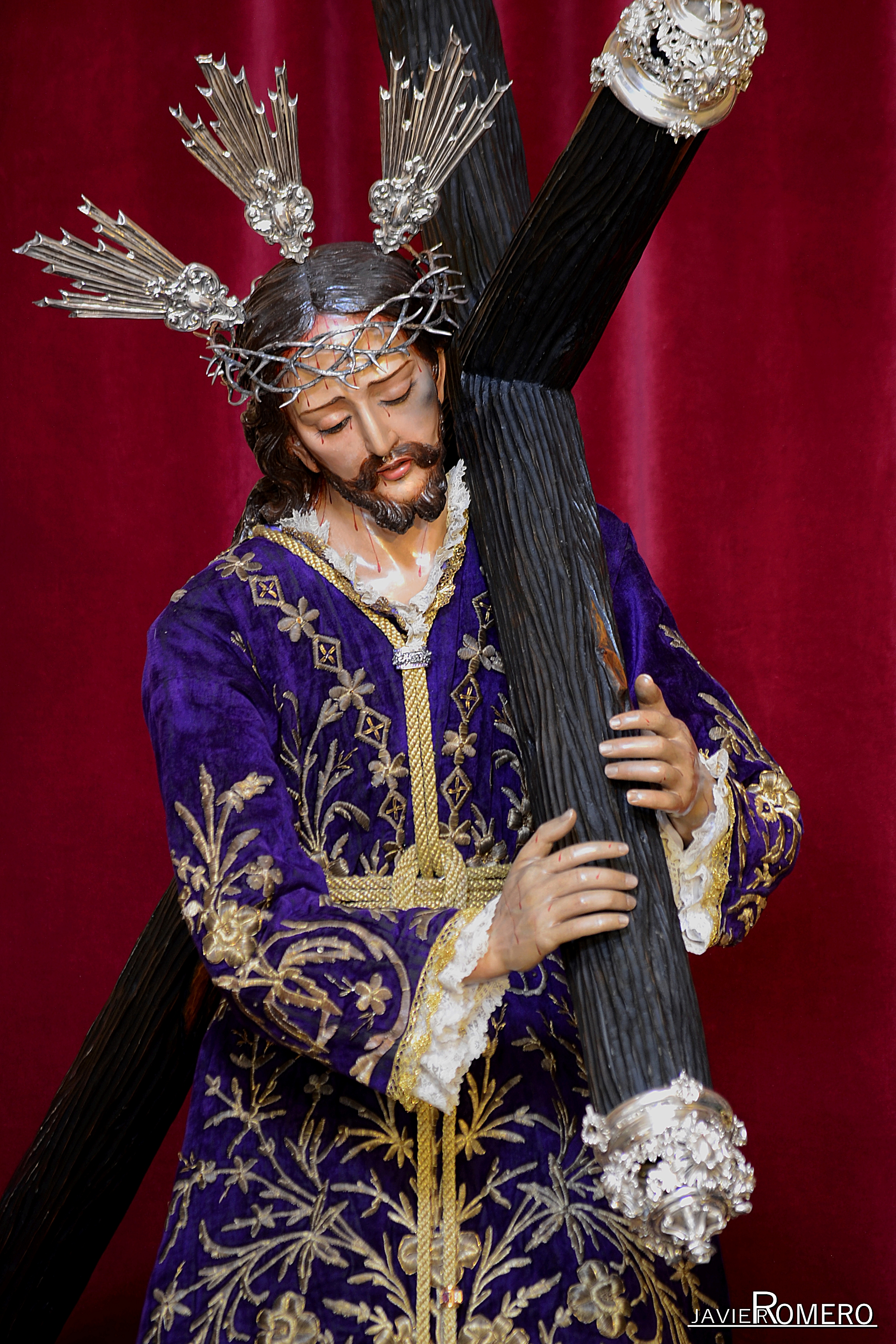
Nuestro Padre Jesús del Calvario.

La Sagrada Imagen de Nuestro Padre Jesús del Calvario fue realizada por el trinitario Fray Juan de la Concepción en 1724 para dar cumplimiento a la segunda regla de las constituciones primitivas que estipulaban la necesidad de hacer una imagen de Jesús Nazareno que moviese a los fieles a devoción en los ejercicios de la Vía Sacra que se realizaban al campo del Marrubial por ser de gran atractivo y ternura de corazón el ver a Jesús cargar con la Cruz camino del Calvario.
El 9 de abril de 1724, Viernes Santo, la Cofradía llevó la imagen de Jesús Nazareno al Palacio Episcopal para que el obispo Marcelino Siuri la bendijese, y aquella misma noche salió al barrio de San Lorenzo para el Santo Ejercicio del Vía Crucis.
El tiempo de noviciado del religioso en Granada explica la impronta estética de la imagen, relacionada con los gustos barrocos granadinos. Está tallada en madera de pino de Flandes.
Las características plásticas de la talla se corresponden con los aires dulcificadores que inundan los años del rococó. Formas menudas, que buscan la delectación de quien las contempla, dan vida a esta imagen que inspira, sobre todo, ternura, debilidad y sentido de la compasión. De ese modo logra por el camino de la belleza el fin primordial de atraer la devoción.
Como es habitual en las imágenes de vestir, el cuido formal de la talla es mayor en las zonas destinadas a la contemplación. Las anatomizadas extremidades inferiores imprimen a la imagen un movimiento de avance poco acusado, adelantando el pie izquierdo. Los brazos se articulan en los codos, permitiendo el revestimiento de la efigie y la colocación de las manos en la Cruz. Éstas abrazan suavemente la mitad inferior del palo menor, más baja la diestra, siguiendo el ritmo inclinado del torso. Viejos testimonios fotográficos muestran al Señor sujetando con la mano izquierda la cabecera de la Cruz.
El suave modelado excluye los virtuosismos anatómicos, dentro del decoro que corresponde a una imagen devocional. Nuestro Padre Jesús del Calvario posee una bella cabeza, de la que emana buena parte del poder de atracción que durante casi tres siglos ha movido el fervor de los cordobeses. Muy hermoso el rostro, con frente despejada, finas cejas en ese, grandes ojos cristalinos de mirada baja y boca pequeña y entreabierta, enmarcada por los menudos mechones longitudinales de bigote y barba; ésta, bífida, deja al descubierto la zona superior de la barbilla. La larga melena se ajusta al cráneo y cae blandamente hacia la espalda. Los regueros de sangre y el hematoma del pómulo izquierdo dan el apetecido toque de dramatismo sin estridencias. Acentúan los valores escultóricos las cálidas carnaciones.
La imagen ha sido restaurada en tres ocasiones. La primera fue realizada en 1949 por Amadeo Ruiz Olmos. La segunda la llevó a efecto Miguel Arjona Navarro en 1984, restituyendo las partes dañadas de la policromía y reforzando las piernas con nervios de hierro. La tercera se llevó a cabo en 2001 por Enrique Ortega Ortega.

### Nuestra Señora del Mayor Dolor

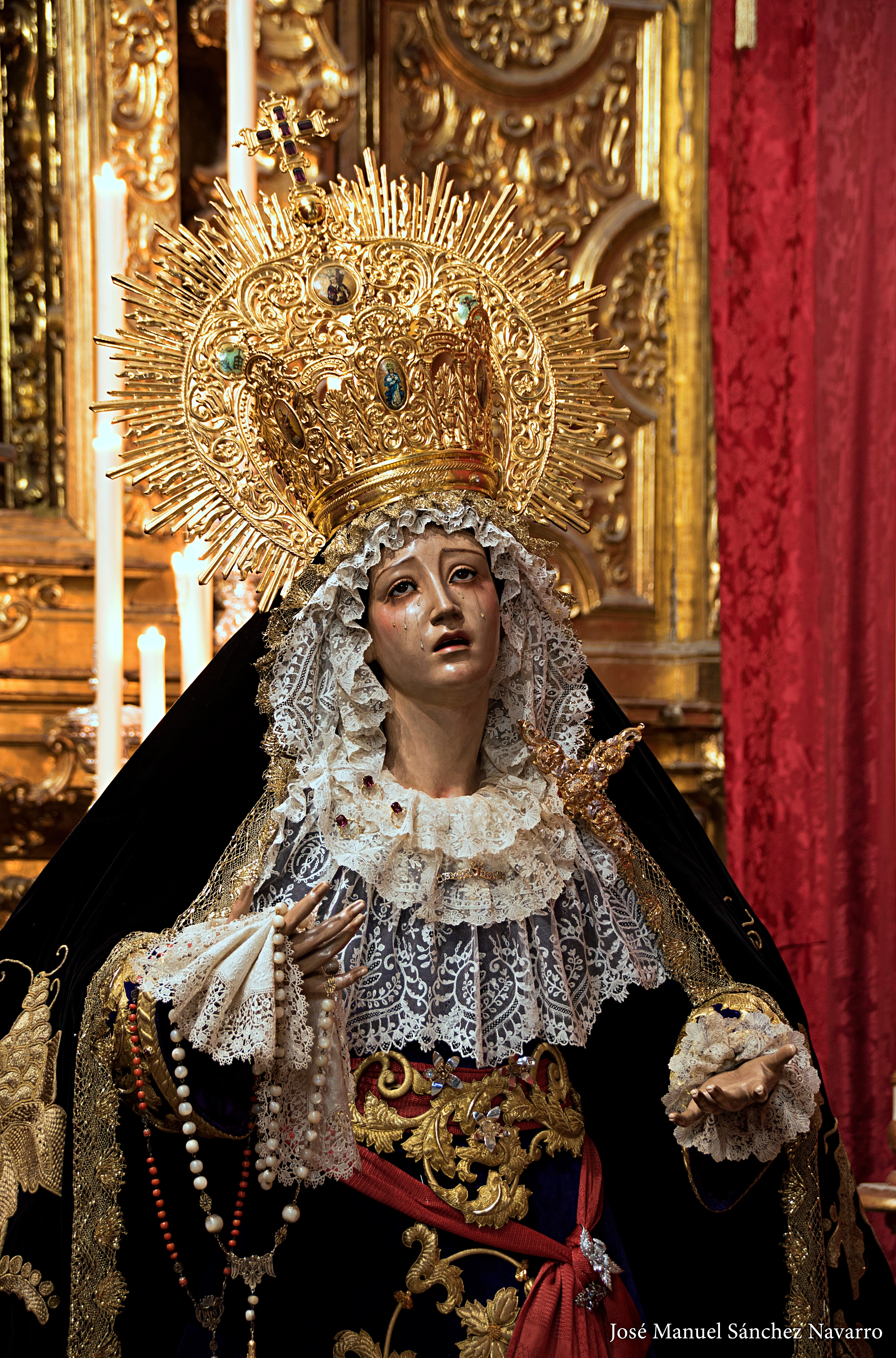
Nuestra Señora del Mayor Dolor.

Nuestra Señora del Mayor Dolor es obra conjunta de los imagineros Francisco Díaz Jiménez y Antonio Castillo Ariza en 1945. La imagen vino a colmar las aspiraciones que tenía la Hermandad de poseer una efigie mariana que recordase a la que, años atrás, era cedida por las religiosas de Jesús Nazareno.
La bendición de la imagen, sencilla pero solemne, se efectuó el día 11 de marzo de 1945 por el padre, Consiliario de la Hermandad y Párroco de San Lorenzo, D. José Serrano Aguilera, bajo el mandato del Hermano Mayor D. José María López Parejo. El acto de apadrinamiento fue llevado a cabo por Dña. Josefa Espinosa, quien donó el primer vestido para la Santísima Virgen, y D. Sandalio Vidal Iglesias.
Es una imagen de candelero con una postura anatómica implorante hacia Dios, Padre Todopoderoso. Sus dimensiones son las propias del tamaño natural, con el rostro ligeramente elevado, mirando hacia arriba, con unos ojos de color castaño rebosantes de lágrimas y la boca entreabierta.
La encarnadura actual es obra de Miguel Ángel González Jurado, aplicada tras el lamentable incendio que afectó a la efigie en 1995, aclarando algo los tonos oscuros dados a la imagen por el mismo artista en 1990. Entonces se le talló unas nuevas manos, las actuales, de postura y proporciones similares a las de Díaz y Castillo, pero más trabajadas en los detalles anatómicos.

### San Lorenzo Mártir

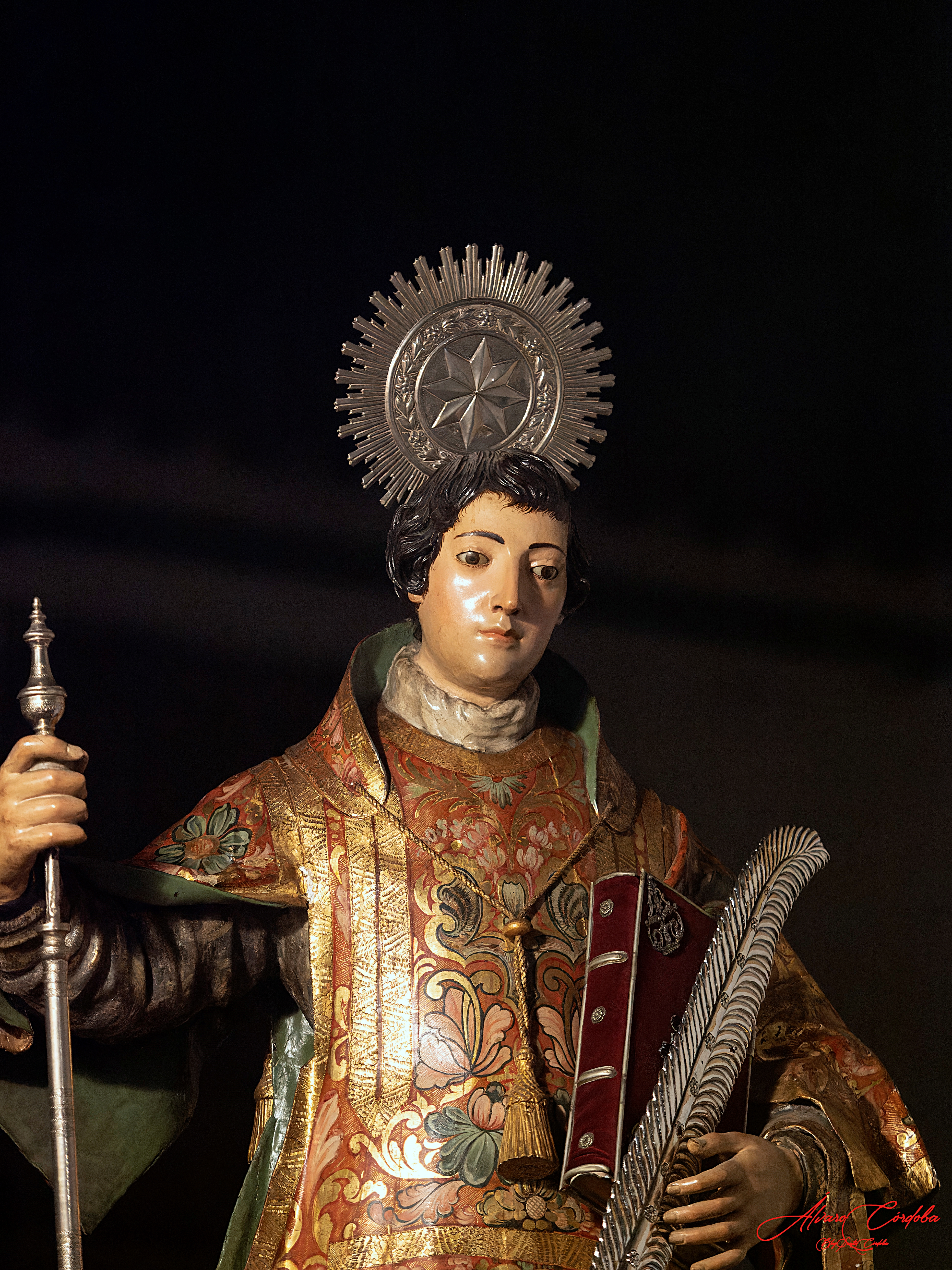
San Lorenzo Mártir.

San Lorenzo nació, según la tradición, en Huesca (España). Movido por el celo de la religión marchó a Roma donde el Papa Sixto II, testigo de su pureza y de sus cualidades le nombró uno de los siete diáconos de la Iglesia Romana.
Cuando el emperador romano Valeriano desató una fuerte persecución contra los cristianos, el Santo Pontífice fue hecho prisionero, y Lorenzo, saliéndole al paso, le dijo: «¿A dónde vas, padre, sin tu hijo? ¿A dónde vas, sacerdote, sin tu diácono?». Entonces, el papa vaticinó: «A ti, hijo mío, como más joven, te aguardan más terribles suplicios».
Tras la degollación de San Sixto, aprisionaron a San Lorenzo y le presentaron al emperador, quien, codicioso de los bienes de la Iglesia, preguntó al santo dónde los guardaba.
Lorenzo pidió un día de tiempo y al siguiente se presentó con los pobres, ciegos y mancos que pudo hallar, y dijo: «Estos son los tesoros de la Iglesia».
Furioso el emperador mandó azotarlo y despedazar luego sus carnes. Finalmente le hizo tender sobre unas parrillas con fuego debajo. El santo conservó su constancia y su santa alegría en el tormento.
Poco después el invicto mártir, levantando los ojos al cielo, entregó su alma al Señor en el año 258.
La Hermandad posee en su propiedad una reliquia de un trozo de hueso de San Lorenzo Mártir, autenticada en Roma el 2 de febrero de 1906, que figura en el frontal del paso de Ntra. Sra. del Mayor Dolor cada Miércoles Santo y que se venera y procesiona cada 10 de agosto, festividad litúrgica de San Lorenzo Mártir.

## Sede Canónica

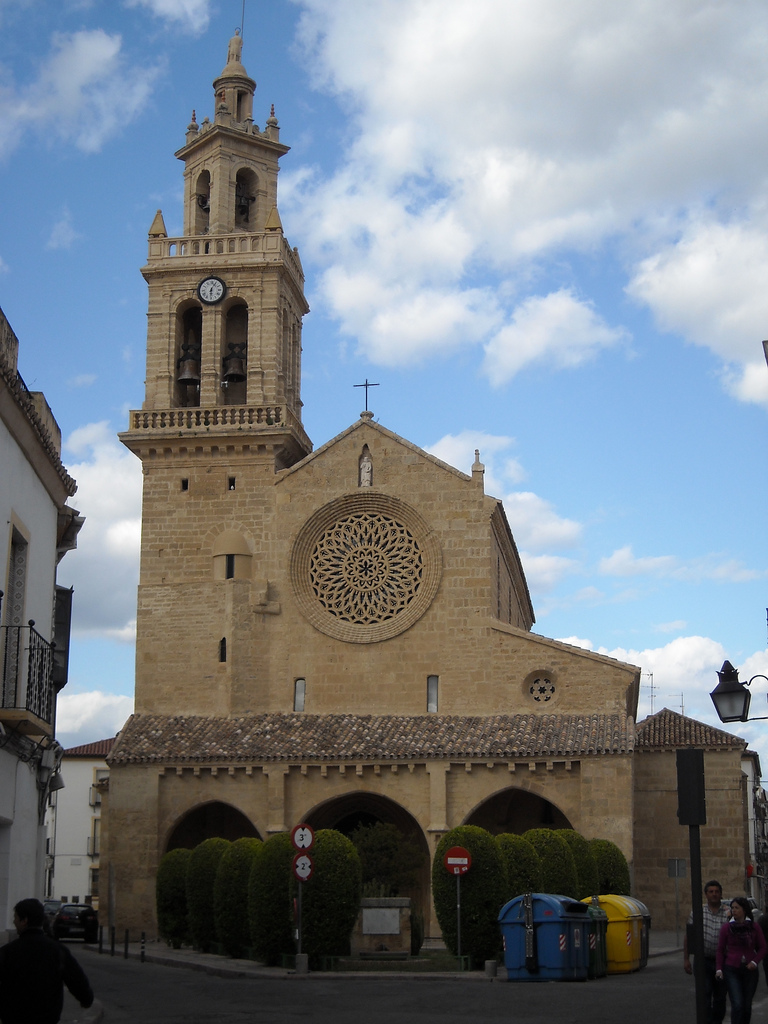
Iglesia de San Lorenzo (Córdoba).

Esta Hermandad tiene su sede canónica en la Real Parroquia de San Lorenzo Mártir de la ciudad de Córdoba.
Este templo se ubica en el castizo barrio de San Lorenzo, justamente en la confluencia de la Plaza de San Lorenzo con las calles Mª Auxiliadora y Jesús del Calvario.
Se funda durante la segunda mitad del siglo XIII tras la Reconquista por el rey Fernando III el Santo, ocupando el lugar de la antigua mezquita de Al-Mugira, en pleno transcurso de la metamorfosis del arte románico al gótico.
En el exterior, el templo muestra un pórtico de tres vanos del siglo XIV y un gran rosetón gótico-mudéjar que ornamenta el hastial. El antiguo alminar, cuyos restos son visibles desde el interior de la Iglesia, fue transformado en torre renacentista compuesta por tres cuerpos y coronada con una imagen de San Lorenzo Mártir por Hernán Ruiz II en 1555.
En el interior, el templo presenta una planta rectangular estructurada en tres naves conectadas entre sí por cuatro arcos apuntados sobre pilares cruciformes. El ábside central está presidido por la imagen de San Lorenzo y sus muros presentan pinturas de estilo gótico italiano del siglo XIV. En la parte inferior aparecen santos y profetas dispuestos a imitación de la ornamentación bizantina, mientras que en la parte superior se representan siete pasajes de la vida de Jesucristo: el beso de Judas, el juicio de Pilatos, Jesús cargando con la cruz, la Crucifixión, el Descendimiento, el Santo Entierro y la Resurrección.

Los Titulares de la Hermandad se encuentran ubicados en la nave de la epístola, en la capilla de San Roque, propiedad de la Hermandad.

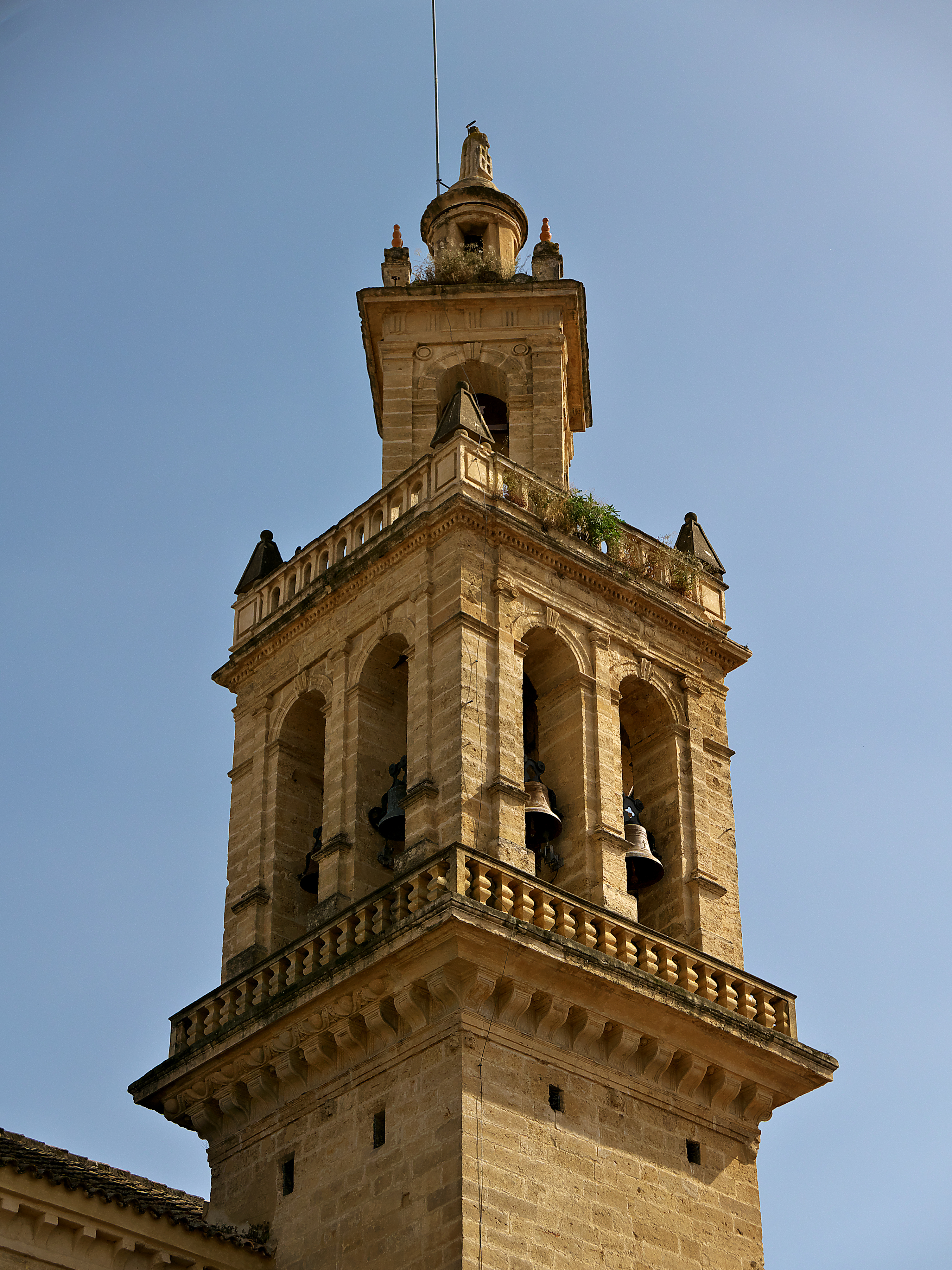
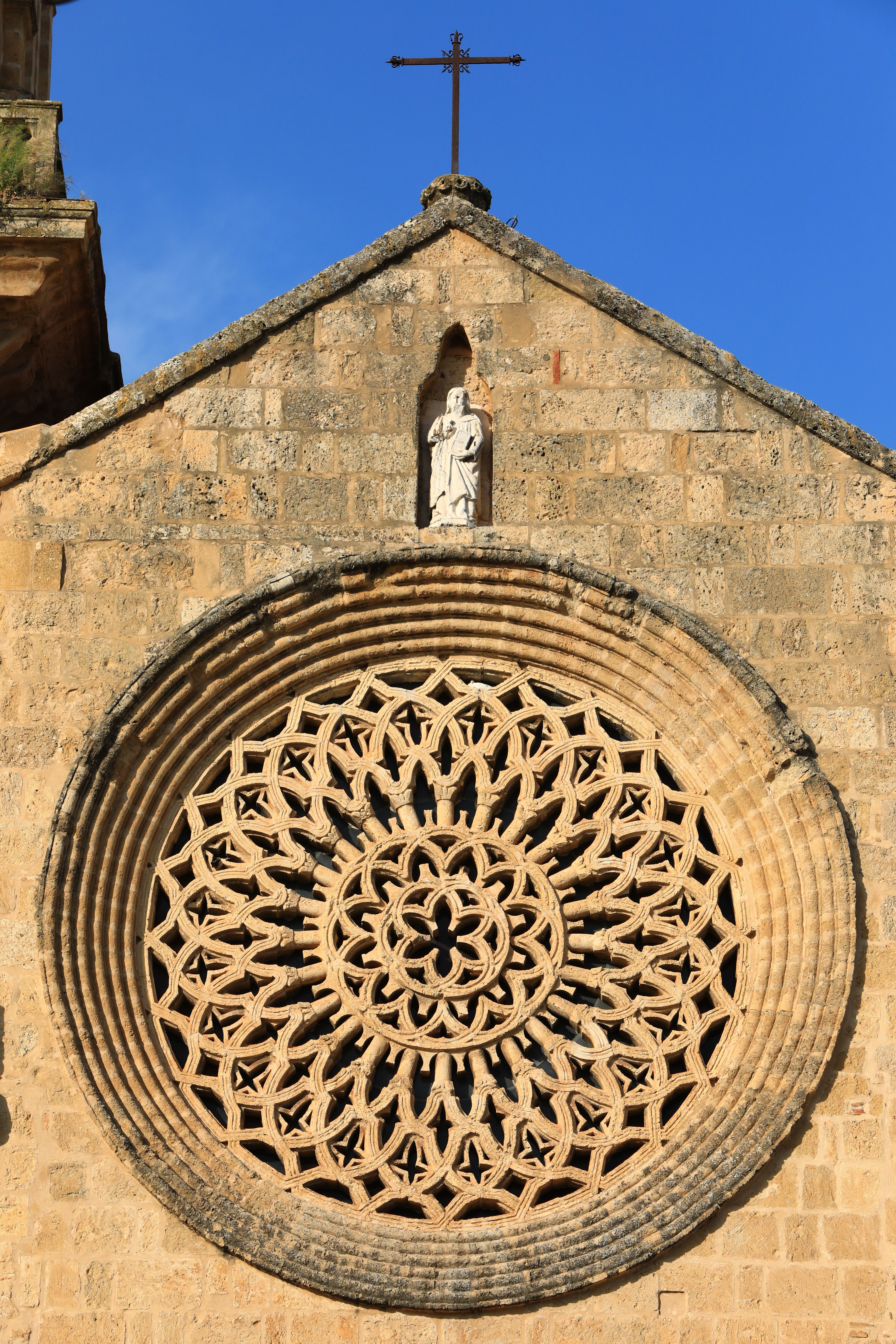
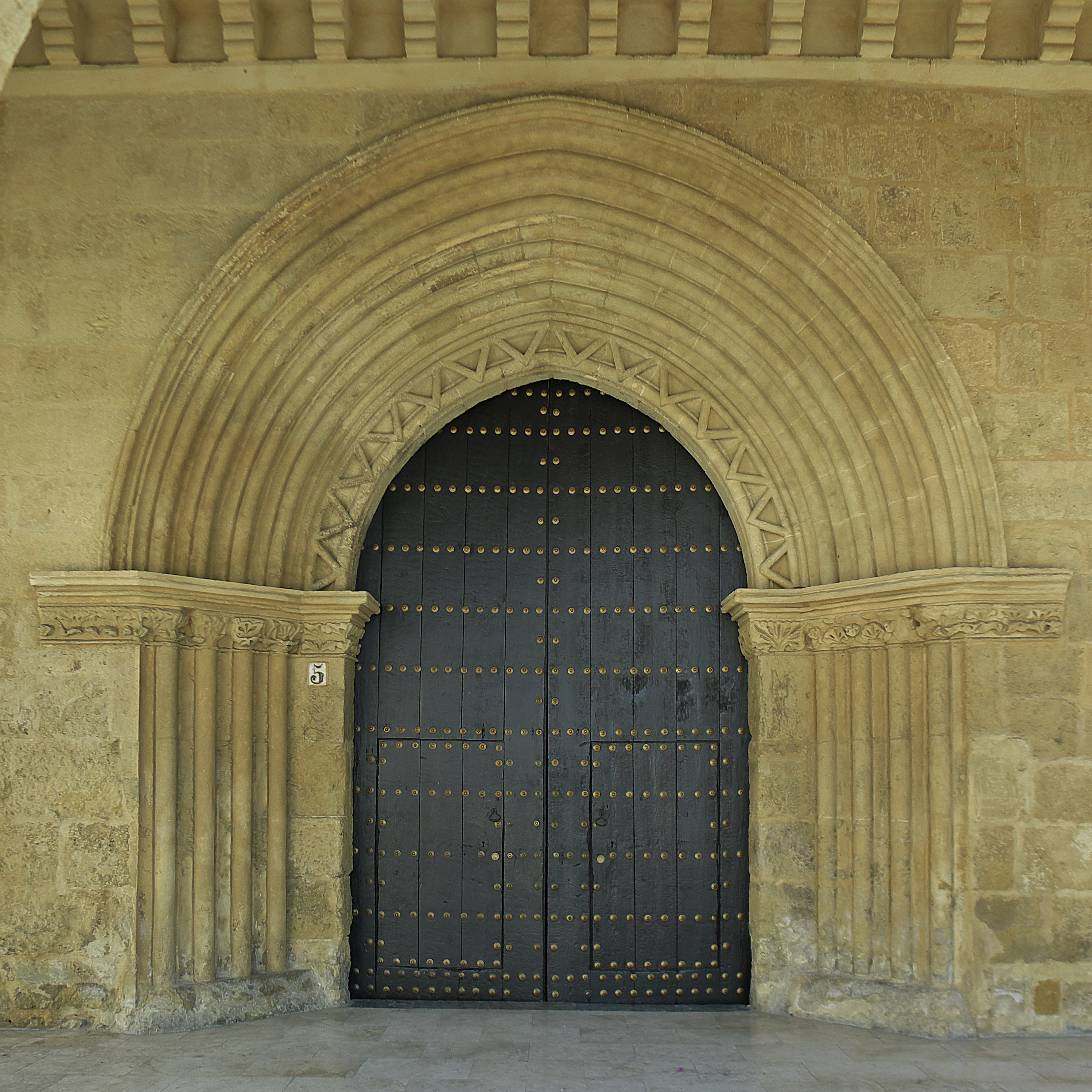
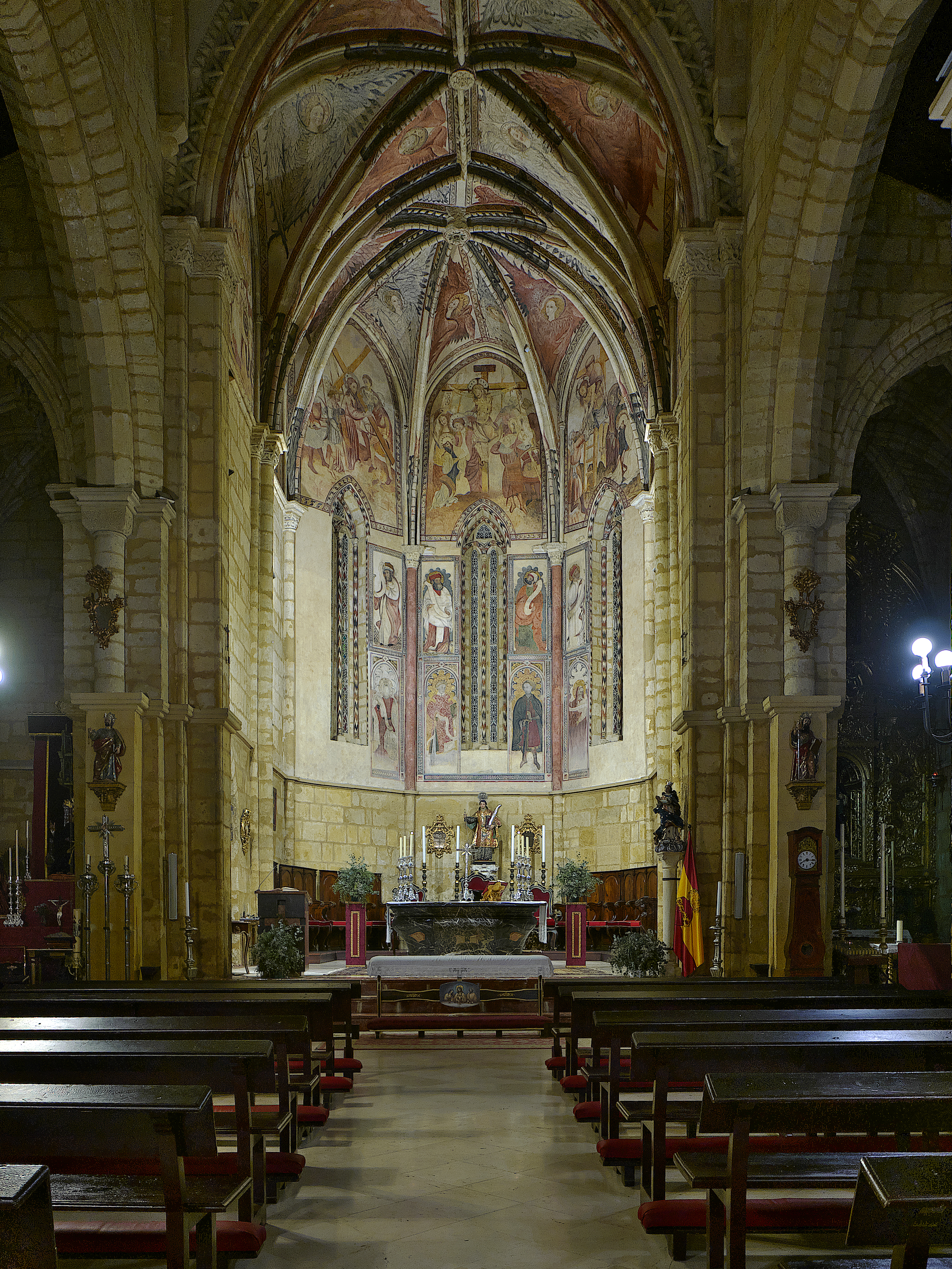
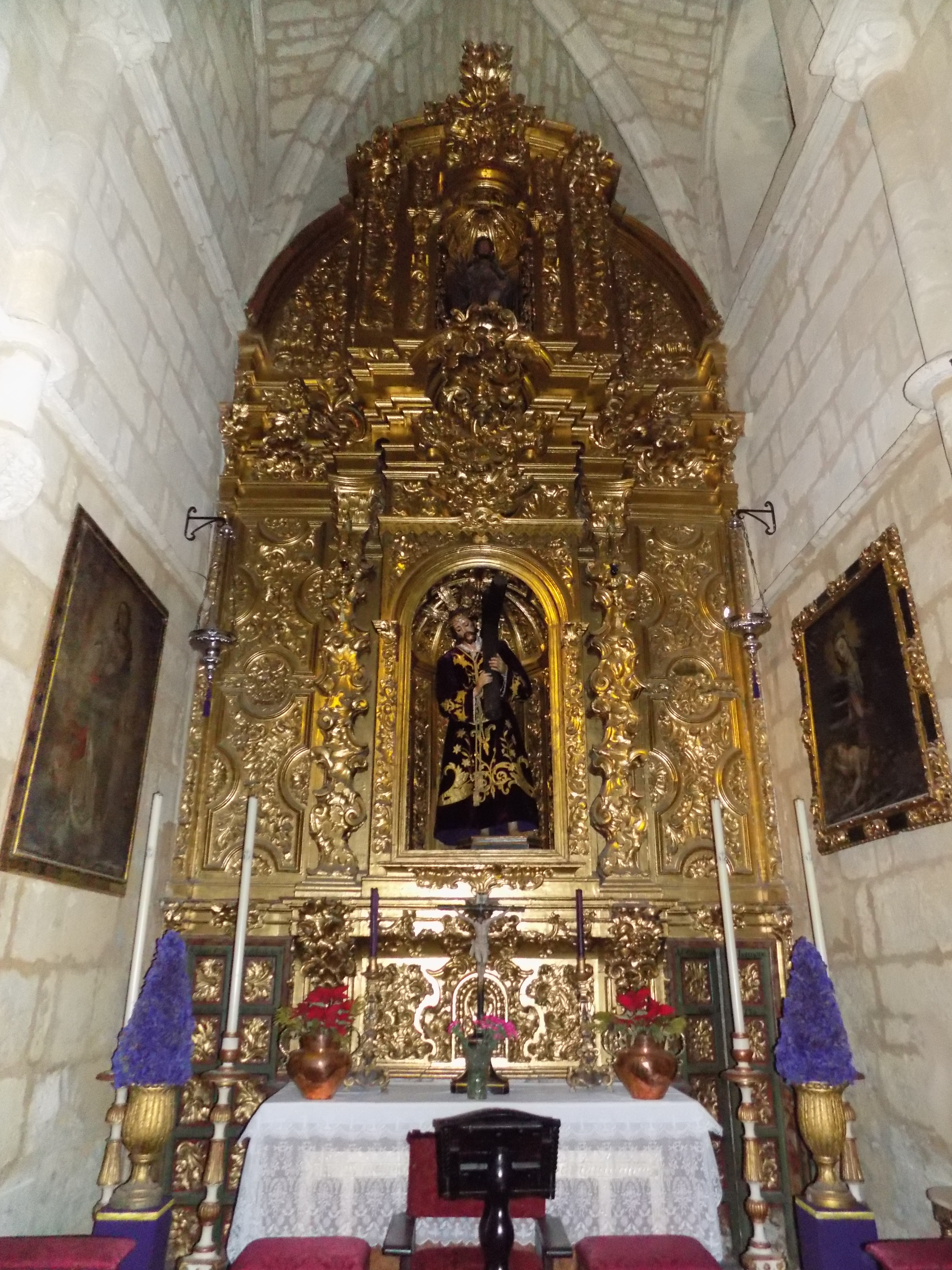

## Hábito Nazareno

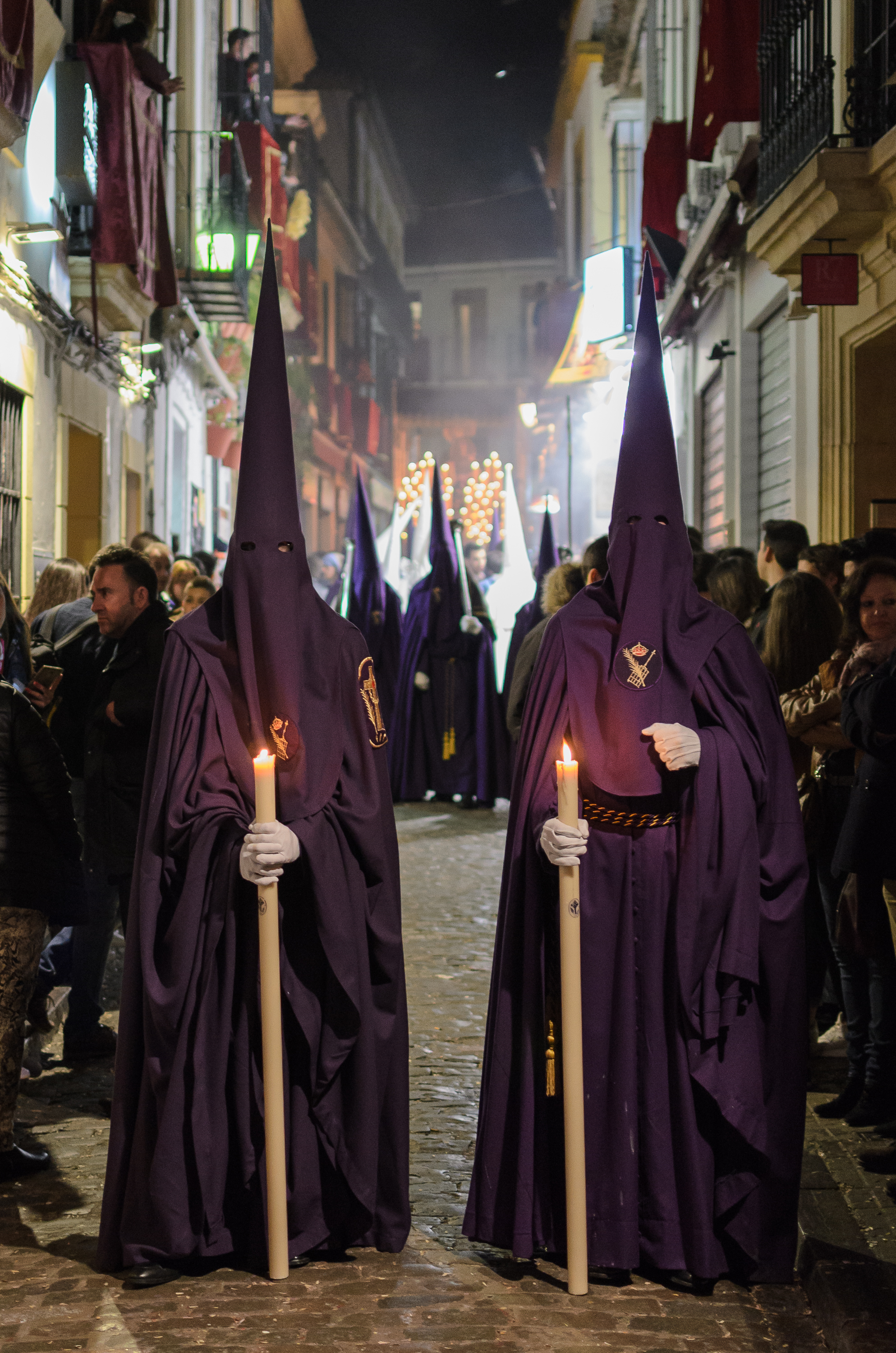
Nazarenos de la Hermandad.

Túnica, capa y cubrerrostro morado, con cíngulo de cordón dorado y morado, ostentando sobre la capa el escudo propio de la Hermandad, y sobre el cubrerrostro el escudo de la Parroquia de San Lorenzo; llevarán igualmente guante blanco, zapatos y calcetines negros.

## Patrimonio Musical
- Nuestro Padre Jesús del Calvario, Abel Moreno Gómez (1992).
- Jesús del Calvario, Diego Luis León Ramírez (2005).
- El Mayor Dolor, Alfonso Lozano Ruiz (2007).
- Nazareno de la Dulce Mirada, María Cristina Bedmar Jurado (2008).
- Vía Sacra, Alfonso Lozano Ruiz (2008).
- Gólgota, José de la Vega Sánchez (2009).
- Al Señor de San Lorenzo, Álvaro Costela Sanmiguel (2010).
- Fiat Voluntas Tua, Juan Antonio Pedrosa Muñoz (2010).
- El Calvario, Antonio Tavera Alba (2010).
- Capataz de nuestras vidas, David Simón Pinto Sáez (2013).
- La Vía Sacra, Rafael Wals Dantas (2013).
- Sagrado Vía Crucis, Francisco Ortiz Morón (2017).
- En Vos confío, Señor,  Emilio José Escalante Romero (2019).
- Su Majestad con la Cruz a cuestas, Francisco Ortiz Morón (2024).

## Paso por la Carrera Oficial
| Predecesor: La Paz | Orden de entrada en la carrera oficial (Miércoles Santo) Tercer lugar | Sucesor: La Misericordia |